# Es Sers
Es Sers, Es-Sers, Le Sers o Sers (àrab: السرس, as-Sars) és una ciutat de Tunísia a la governació del Kef, a la regió natural del Tell Superior, amb una població d'uns 12.000 habitants, dels quals més de 7.000 viuen a la mateixa ciutat i la resta als suburbis. Es troba al sud del Djebel Maiza (887 metres) i està creuada pel riu Tessa, afluent del Medjerda. A l'altre costat del riu, a l'oest, hi ha l'estació de ferrocarril de Cosoblé.
És capçalera d'una delegació amb una població, el 2004, de 25.600 habitants.

## Economia
La seva activitat és agrícola, cereals principalment, i ramadera.

## Història
La zona de Le Sers fou poblada des de temps prehistòrics, raó per la qual s'hi han trobat tombes megalítiques importants, que són les millors conservades del nord d'Àfrica. Després del segle v aC, va caure sota la influència de Cartago. Essent part del regne de Numídia, va passar amb aquest a Roma a la segona meitat del segle i aC. Sota els romans la regió s'anomenà Thusca, llatinització del nom anterior, i la ciutat romana es va dir Assuras, d'on deriva el nom actual de la vila, Es-Sers. Assures o Assuras era una deessa de l'agricultura.

## Patrimoni
El jaciment arqueològic de Le Sers està uns pocs quilòmetres al sud de la ciutat, a la vora de Zannfour. El lloc no ha estat excavat, i a simple vista només es veuen alguns edificis monumentals romans i algunes restes disperses
Una mica al sud es troba el jaciment arqueològic d'Elles o Elless, amb restes prehistòriques.

## Administració
És el centre de la delegació o mutamadiyya homònima, amb codi geogràfic 23 61 (ISO 3166-2:TN-12), dividida en nou sectors o imades:
- Es-Sers Nord (23 61 51)
- Es-Sers Sud (23 61 52)
- Cité Ennour (23 61 53)
- Bousliaa (23 61 54)
- Lorbeus (23 61 55)
- El Marja (23 61 56)
- El Abar (23 61 57)
- El Abar Est (23 61 58)
- Elles (23 61 59)

Al mateix temps, forma una municipalitat o baladiyya (codi geogràfic 23 22).